# Grodzisk (gmina)
Grodzisk – gmina wiejska w Polsce położona w województwie podlaskim, w powiecie siemiatyckim.
Siedzibą gminy jest osada Grodzisk.
Według danych z 30 czerwca 2004 gminę zamieszkiwało 4690 osób.

## Historia
Gmina Grodzisk funkcjonowała w dwóch odsłonach: w latach 1861–1954 oraz od 1973 roku.

### Imperium Rosyjskie (1861–1914)
Gmina zbiorowa Grodzisk (ros. Городиская волость, lit. Grodzisko valsčius)  powstała w wyniku reformy struktur administracyjnych państwa rosyjskiego w 1861 roku. Była częścią powiatu bielskiego należącego (od 1843) do guberni grodzieńskiej. W 1890 roku gmina Grodzisk obejmowała 81 miejscowości i zamieszkiwało ją 5522 osób.

### I wojna światowa (1914–1919)
Podczas I wojny światowej gmina wraz z powiatem bielskim należała do okupowanego przez Niemcy Ober-Ostu (w okręgu Białystok), gdzie znacznie zmieniono granice oraz podział administracyjny powiatu bielskiego. Spośród jego 15 gmin, zachowano 9 i zniesiono 6, ponadto utworzono 10 nowych; zmieniły się też granice gmin. W odniesieniu do gminy Grodzisk, jej obszar zmniejszył się o około 2/3:
- północna część gminy Grodzisk weszła w skład do nowej gminy Rudka,
- północno-wschodnia część gminy Grodzisk weszła w skład do nowej gminy Widźgowo,
- południowo-wschodnia część gminy Grodzisk weszła w skład do nowej gminy Kąty,
- południowy fragment gminy Grodzisk włączono do gminy Siemiatycze,
- południowo-zachodni fragment gminy Grodzisk włączono do gminy Narojki,
- zachodni fragment gminy Grodzisk włączono do gminy Skórzec,
- do gminy Grodzisk włączono dwa południowo-wschodnie fragmenty gminy Skórzec,
- do gminy Grodzisk włączono południowo-zachodni fragment zniesionej gminy Oleksin.

Podział ten w dużej mierze zachowano, kiedy powiat bielski przeszedł w sierpniu 1919 pod administrację polską.

### II Rzeczpospolita (1919–1939)
W okresie międzywojennym gmina Grodzisk należała do powiatu bielskiego w nowo utworzonym województwie białostockim.
Według Powszechnego Spisu Ludności z 1921 roku gminę Grodzisk zamieszkiwało 5470 osób, wśród których 3900 było wyznania rzymskokatolickiego, 1442 prawosławnego, 1 ewangelickiego, a 127 mojżeszowego. Jednocześnie 4727 mieszkańców zadeklarowało polską przynależność narodową, 711 białoruską, 1 niemiecką, 29 żydowską, a 4 inną. Były tu 952 budynki mieszkalne.
1 października 1931 z gminy Grodzisk wyłączono miejscowości (przyszłe gromady) Brzeziny (Brzeziny-Janowięta i Brzeziny-Niedźwiadki), Piotrowo-Trojany, Wojeniec i Zaręby, włączając je do gminy Kąty.
16 października 1933 gminę Grodzisk podzielono na 21 gromad: Aleksandrowo, Biszewo, Bogusze-Litewka, Czarna Cerkiewna, Czarna Średnia, Czarna Wielka, Dołubowo, Drochlin, Grodzisk, Jaszczołty, Kosianka, Kozłowo, Krynki, Makarki, Malinowo,  Mierzynówka, Niewiarowo, Porzeziny, Smolugi, Sypnie i Żery.
1 października 1934 zmieniły się zasadniczo granice gminy Grodzisk:
- do gminy Grodzisk włączono gromady Brzeziny, Korzeniówka, Lipiny i Zaręby ze zniesionej gminy Kąty (tak więc Brzeziny i Zaręby powróciły do gminy Grodzisk po trzech latach),
- do gminy Grodzisk włączono gromady Kamianka i Lubowicze ze zniesionej gminy Narojki,
- do gminy Grodzisk włączono gromady Czaje i Koryciny ze zniesionej gminy Rudka,
- do gminy Grodzisk włączono gromady Bogusze Stare, Krakówki-Włodki i Żale ze zniesionej gminy Skórzec,
- do gminy Grodzisk włączono gromady Siemiony i Zamianowo  ze zniesionej gminy Widźgowo,
- do gminy Grodzisk włączono gromadę Krynki-Sobole z gminy Siemiatycze.

Po zmianach tych, gmina Grodzisk obejmowała 35 gromad: Aleksandrowo, Biszewo, Bogusze Stare, Bogusze-Litewka, Brzeziny, Czaje, Czarna Cerkiewna, Czarna Średnia, Czarna Wielka, Dołubowo, Drochlin, Grodzisk, Jaszczołty, Kamianka, Kosianka, Koryciny, Korzeniówka, Kozłowo, Krakówki-Włodki, Krynki, Krynki-Sobole, Lipiny, Lubowicze, Makarki, Malinowo,  Mierzynówka, Niewiarowo, Porzeziny, Siemiony, Smolugi, Sypnie, Zamianowo, Zaręby, Żale i Żery.

### II wojna światowa (1939–1944)
Podczas II wojny światowej gmina znajdowała się przejściowo poza administracją polską.

### PRL(1944–1952)
Po wojnie gmina należała do powiatu bielskiego w woj. białostockim o identycznym składzie wewnątrzgminnym co 1 października 1934.
1 czerwca 1951 w gminie Grodzisk utworzono trzy nowe gromady, zwiększając tym samym liczbę gromad do 38:
- gromadę Dołubowo-Wyręby z części gromady Dołubowo,
- gromadę Rybałty z części gromady Niewiarowo,
- gromadę Targowisk z części gromady Czarna Średnia.

1 lipca 1952 gmina Grodzisk uległa zmniejszeniu w związku z kolejną radykalną restrukturyzacją administracyjną powiatu bielskiego:
- w skład nowej gminy Dołubowo weszły gromady: Czarna Cerkiewna, Czarna Średnia, Czarna Wielka, Dołubowo, Dołubowo-Wyręby, Siemiony, Smolugi, Targowisk i Zamianowo,
- w skład nowej gminy Dziadkowice weszły gromady: Brzeziny, Korzeniówka, Lipiny i Zaręby,
- w skład nowej gminy Ostrożany weszły gromady: Jaszczołty, Kamianka, Krakówki-Włodki i Lubowicze,
- w skład nowej gminy Pobikry weszły gromady: Czaje, Koryciny, Krynki, Sypnie i Żery.

Po odpanięciu 22 gromad, gmina Grodzisk składała się według stanu z 1 lipca 1952 już tylko z 16 gromad: Aleksandrowo, Biszewo, Bogusze Stare, Bogusze-Litewka, Drochlin, Grodzisk, Kosianka, Kozłowo, Krynki-Sobole, Makarki, Malinowo, Mierzynówka, Niewiarowo, Porzeziny, Rybałty i Żale. Tego samego dnia gmina Grodzisk weszła w skład nowo utworzonego powiatu siemiatyckiego.
Gminę Grodzisk zniesiono 29 września 1954 wraz z reformą wprowadzającą gromady w miejsce gmin.

### Druga odsłona (1973–)
Jednostkę odtworzono 1 stycznia 1973 roku po reaktywowaniu gmin w powiecie siemiatyckim w województwie białostockim. Inicjalnie, w jej składzie znalazło się 46 sołectw: Aleksandrowo, Biszewo, Bogusze Stare, Bogusze-Litewka, Czaje, Czarna Cerkiewna, Czarna Średnia, Czarna Wielka, Dołubowo-Wyręby, Drochlin, Grodzisk, Jaszczołty, Kamianki, Koryciny, Kosianka-Boruty, Kosianka Leśna, Kosianka Stara, Kosianka-Trojanówka, Kozłowo, Krakówki-Dąbki, Krakówki-Włodki, Krakówki-Zdzichy, Krynki Borowe, Krynki-Jarki, Krynki-Sobole, Lubowicze, Makarki, Małyszczyn, Mierzynówka, Morze, Niewiarowo-Przybki, Niewiarowo-Sochy, Nowe Sypnie, Porzeziny-Mendle, Rybałty, Siemiony, Stadniki, Stare Sypnie, Targowisk, Żale, Żery Bystre, Żery-Czubiki i Żery-Pilaki.
Nowa gmina Grodzisk objęła inny obszar niż w 1954 roku, jako że w jej składzie znalazły się 3 sołectwa, które nigdy wcześniej do niej nie należały:
- Stadniki i Morze (do 1934 w gminie Narojki, 1934–52 w gminie Drohiczyn, 1952–54 w gminie Ostrożany),
- Krynki-Jarki (do 1934 w gminie Skórzec, 1934–52 w gminie Ciechanowiec, 1952–54 w gminie Pobikry).

Ponadto do gminy Grodzisk nie powróciło (z jej ostatniego składu z 1 stycznia 1954) Malinowo, które weszło w skład gminy Dziadkowice, a także szereg innych sołectw (dawnych gromad), które do gminy Grodzisk przynależało periodycznie w różnych okresach czasowych (przynależą one obcnie do gminy Dziadkowice).

## Struktura powierzchni
Według danych z roku 2002 gmina Grodzisk ma obszar 203,21 km², w tym:
- użytki rolne: 65%
- użytki leśne: 29%

Gmina stanowi 13,92% powierzchni powiatu.

## Demografia

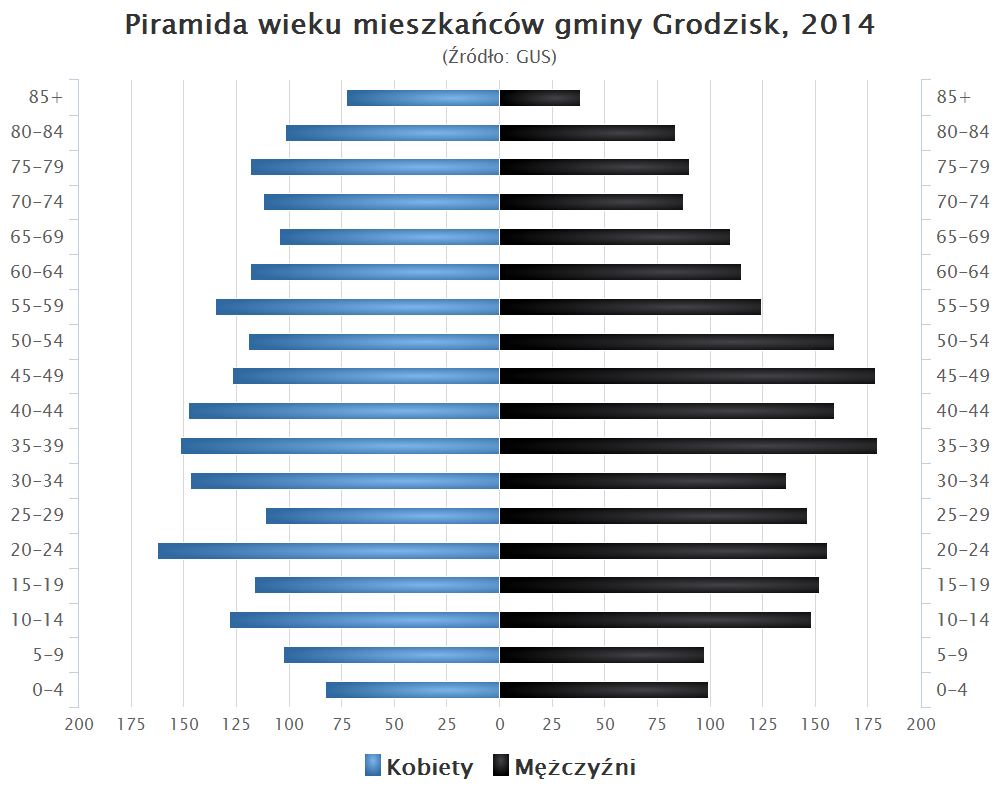
Piramida wieku mieszkańców gminy Grodzisk w 2014 roku

Dane z 30 czerwca 2004:
| Opis                              | Ogółem | Ogółem | Kobiety | Kobiety | Mężczyźni | Mężczyźni |
| --------------------------------- | ------ | ------ | ------- | ------- | --------- | --------- |
| jednostka                         | osób   | %      | osób    | %       | osób      | %         |
| populacja                         | 4690   | 100    | 2289    | 48,8    | 2401      | 51,2      |
| gęstość zaludnienia (mieszk./km²) | 23,1   | 23,1   | 11,3    | 11,3    | 11,8      | 11,8      |

## Sołectwa
Aleksandrowo, Biszewo, Bogusze-Litewka, Bogusze Stare, Czaje, Czarna Cerkiewna, Czarna Średnia, Czarna Wielka, Dołubowo-Wyręby, Drochlin, Grodzisk (sołectwa: Grodzisk I i Grodzisk II), Jaszczołty, Kamianki, Koryciny, Kosianka Leśna, Kosianka Stara, Kosianka-Trojanówka, Kozłowo, Krakówki-Dąbki, Krakówki-Włodki, Krakówki-Zdzichy, Krynki-Białokunki, Krynki Borowe, Krynki-Jarki, Krynki-Sobole, Lubowicze, Makarki, Małyszczyn, Mierzynówka, Morze, Niewiarowo-Przybki, Niewiarowo-Sochy, Porzeziny-Mendle, Rybałty, Siemiony, Stadniki, Stare Sypnie, Sypnie Nowe, Żale, Żery Bystre, Żery-Czubiki, Żery-Pilaki.

## Miejscowości niesołeckie
Dobrogoszcz, Kosianka-Boruty, Krynki-Miklasy, Porzeziny-Giętki, Targowisk.

## Sąsiednie gminy
Brańsk, Ciechanowiec, Drohiczyn, Dziadkowice, Perlejewo, Rudka, Siemiatycze